# Хаџићи (Горажде)
Хаџићи је насељено мјесто у граду Горажду, Босна и Херцеговина.

## Становништво
|         | 2013.      | 1991.       | 1981.        | 1971.        |
| Укупно  | 4 (100,0%) | 54 (100,0%) | 85 (100,0%)  | 121 (100,0%) |
| Бошњаци | 4 (100,0%) | 9 (16,67%)1 | 17 (20,00%)1 | 25 (20,66%)1 |
| Срби    | –          | 45 (83,33%) | 67 (78,82%)  | 95 (78,51%)  |
| Остали  | –          | –           | 1 (1,176%)   | 1 (0,826%)   |

1. 1 На пописима од 1971. до 1991. Бошњаци су пописивани углавном као Муслимани.